# Время (театр)
Молодіжний народний театр драми і комедії «Час» — театральний колектив в Мелітополі, який виступає, в основному, на сцені палацу культури ім. Т. Г. Шевченка.
Театр виник у 1956 році.  З 1969 по 1979 рік театром керувала Ліна Балясна. За цей час колектив театру значно виріс, а в 1971 році отримав звання народного.  З 1984 року театром керує Бориса Туменка. Під його керівництвом театр став переможцем кількох всеукраїнських, всесоюзних і міжнародних конкурсів. 
Театр «Время» дає 2-3 прем'єри в рік. Багато вистави він ставить спільно з іншими театрами Мелітополя. 

## Історія

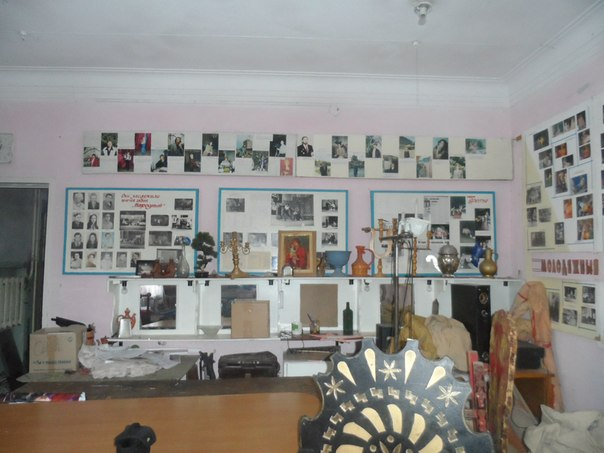
В архіві театру

Театр «Время» відраховує свою історію від 1956, коли художній керівник ДК Шевченко, колишній директор  Сімферопольського драматичного театру Т. Висить, поставив спектакль «Запорожець за Дунаєм» по п'єсі  С. С. Гулака-Артемовського.

### Під керівництвом Ліни Балясної
З 1969 по 1979 рік театром керувала Ліна Михайлівна Балясна. Під її керівництвом акцент в роботі театру був зміщений на театральну підготовку початківців акторів. За підтримки директора палацу культури В. І. Крота театральний колектив був значно розширений. Основу репертуару склали п'єси на моральну тематику.
|                                | Колектив із самого початку бере свій напрямок. І цей напрямок суто моральних, великих проблем... Що таке людина? Яка у нього мета в житті? Для чого він живе? Дуже серйозно піднімалися проблеми порядності людської, добра, зла... |
| — Ліна Балясна, режисер театру | |

З часом вистави придбали також соціально-політичне забарвлення. Під спогадами режисера, самодіяльний статус театру дозволяв практично не залежати від радянської цензури і ставити п'єси, які знімалися з репертуару професійних театрів (як, наприклад, «В дорозі»  В. С. Розова). Всі спектаклі цього періоду були музичними. Всього за цей період було поставлено 15 п'єс. Також театр регулярно брав участь у підготовці різних концертів. У травні 1971 за успіхи в розвитку самодіяльного театрального мистецтва колективу було присвоєно звання «Самодіяльний народний театр».

### Під керівництвом Бориса Туменка
З 1984 року театром керує Борис Туменка. У середині 1980-х років знову почалося швидке зростання театрального колективу. Кількість постановок за сезон збільшилася з 1-2 до 4-6. У 1980-і роки театр тричі став лауреатом Всесоюзного фестивалю самодіяльної творчості трудящих.
У 2003 році театр «Час» став дипломантом Міжнародного фестивалю в місті Прилуки, показавши виставу за п'єсою Г. Горіна « Забути Герострата». Також в 2003 році театр став переможцем обласного огляду театрального мистецтва, а в 2004 році з п'єсою «Назар Стодоля»  Т. Г. Шевченка став лауреатом II ступеня Всеукраїнського фестивалю.

## Сучасність
Зараз театр «Час» представляє 2-3 прем'єри в рік. Багато спектаклі театр ставить спільно з іншими театральними колективами міста — театром-студією МДПУ «Гаудеамус», народним театром-студією  «Колесо», шкільним театром «Балаганчик».
Театр організовує проведення в Мелітополі щорічних фестивалів «Театральна весна» і «Театральна осінь».
Вистави театру, як правило, проходять у глядацькій залі  ДК Шевченка.
Театр має великий репетиційний зал, гріміровочную, реквізіторско-бутафорний цех, швейний цех і костюмерну.

## Репертуар

### До 1969
- 1956 — « Запорожець за Дунаєм».

### 1969—1979
Всього 15 вистав, поставлених під керівництвом Л. Балясної.
- «Лісова пісня»)  Лесі Українки. Режисер Л. Балясна
- «В дорозі»  В. С. Розова. Режисер Л. Балясна
- «Аргонавти». Режисер Л. Балясна
- " Забути Герострата! " Г. Г. Горіна. Режисер Л. Балясна. У ролях: Герострат — Ю. Миколаїв
- « А зорі тут тихі»  Б. Л. Васильєва. Режисер Л. Балясна
- «Затюканий апостол»  А. Є. Макаёнка. Режисер Л. Балясна. У головній ролі: І. Боярин
- «Валентин і Валентина»  М. М. Рощина. Режисер Л. Балясна. У ролях: Валентин — В. Пружанський, Валентина — Н. Пружанському

### 2000—2009
- 2003 — «Забути Герострата!»  Г. Г. Горіна. Режисер Б. Туменка
- 2004 — «Назар Стодоля» (п'єса) Т. Г. Шевченка. Режисер Б. Туменка
- 2007 — «Уявний хворий» Ж.-Б. Мольєра. Режисер Б. Туменка[6]
- 2008 — «Зона», за мотивами вистави  Е. С. Радзинського «Наш декамерон». Режисер Б. Туменка. У ролях:  ув'язнені  — Ю. Евлапова і О. Чунихина,  начальниця колонії  — В. Евлапова, вчителька — Є. Орєхова[7]
- 2008 — «Маленькі трагедії»  А. С. Пушкіна. Режисер Б. Туменка. У ролях:  дон Гуан — К. Кириленко, дена Лаура — Ю. Евланова і Е. Орєхова, дена Анна — Л. Шишкова, герцог — Е. Муртаза, Ляпарелло — А. Байдаков, дон Альбер — С. Пепельжі, Скупий лицар — А. Папазов[8]
- 2008 — «Квітка сонця, або Біла троянда». Спільно з театром «Колесо». Режисер Б. Туменка[9]
- 2008 — « Морозко», за мотивами російської народної казки. Спільно з театрами «Колесо» і «Гаудеамус». Режисер Б. Туменка. У ролях:  Дід Мороз  — Б. Туменка[10]
- 2009 — «Вечори на хуторі біля Диканьки»  Н. В. Гоголя. Спільно з театрами «Колесо», «Гаудеамус» та «Балаганчик». Режисер Б. Туменка. У ролях: Микола Васильович Гоголь — К. Попенко, Хівря — Є. Орєхова, Черевик — А. Папазов, Параска — Ю. Опанасенко, Грицько- М. Ромашкан,кум Цибуля- С. Пепельжі, кума Цибуля — В. Евланова,' 'Оксана' '- М. Бондаренко,' 'Вакула' '- А. Байдаков ,  Пацюк — П. Макарян, Одарка — І. окраєць[11]
- 2009 — «Трибунал»  А. Є. Макаёнка. Режисер Б. Туменка, художник А. Циганова. У ролях: мати Поліна — Н. Тарасова, староста Терешко — С. Пепельжі, діти Поліни і Терешка — С. Пунько, Ю. Опанасенко, Е. Муртаза і Д. шунтів, солдатка Надя — О. Демидова і Ю. Евланова, начальник поліції — К. Кириленко, німець-комендант — Роман Кобзєв і Костянтин Попенко, німецький солдат — В'ячеслав Дубина[12]

### Після 2010
- 2010 — «Богдан Хмельницький», за мотивами драми  А. Є. Корнійчука. Спільно з театром «Гаудеамус». Режисер Б. Туменка. У ролях: Богдан Хмельницький — А. Попазов[13]
- 2011 — «Рахую до п'яти!». Режисер Б. Туменка[14]
- 2012 — «Все миші люблять сир», за мотивами  «Ромео і Джульєтти»  У. Шекспіра. Режисер Б. Туменка[15]
- 2013 — «Лукомор'я», за п'єсою В. Ілюхова «Іван царевич, сірий вовк та інші». Спільно з театром «Колесо». Режисер Б. Туменка[16]
- 2013 — «Котячий будинок». Спільно з театром «Балаганчик». Режисер Б. Туменка. У ролях: провідна — М. Дедер,  кіт-двірник  — М. Ромашкан,  свинка  — А. Краснікова і Д. Воробйова, коза — Є. Федорович[17]
- 2013 — «Чарівна перлинка Адельміни»  С. Топелиуса. Спільно з театром «Балаганчик». Режисер Б. Туменка. У ролях: Адельміна — М. Дедер, король — М. Ромашкан, королева — Є. Федорович, Юліус — Д. шунтів[17]
- 2013 — «Всем летять на північний захід». Спільно з театрами «Колесо», «Гаудеамус» та «Балаганчик». Режисер Б. Туменка

- 2014 — «Мороз Іванович», за мотивами російської народної казки «Морозко». Режисер Б. Туменка[19]